# VII Legislatura de la Junta General del Principado de Asturias
La VII Legislatura de la Junta General del Principado de Asturias, comenzó el 21 de junio de 2007 y finalizó el 15 de junio de 2011. Sus miembros fueron elegidos en las elecciones autonómicas del 23 de mayo de 2007. Su desarrollo fue paralelo al tercer gobierno de Vicente Álvarez Areces

## Elección
Los diputados de la VII legislatura fueron elegidos en las elecciones autonómicas de 2007, que se celebraron simultáneamente en 12 comunidades autónomas y en las 2 ciudades autónomas. Coincidieron también con las elecciones municipales.
El PSOE fue la fuerza más votada, pero se quedó a 2 diputados de la mayoría absoluta. El Partido Popular ganó un escaño respecto a las anteriores elecciones, arrebatandoselo al PSOE. Por su parte, Izquierda Unida, en coalición con Bloque por Asturies y Los Verdes d'Asturies, logró 4 escaños, los mismos que en los anteriores comicios.

## Sesión constitutiva y elección del Presidente de la Junta General
El nuevo parlamento se reunió por primera vez el 21 de junio de 2007, resultando reelegida por mayoría absoluta Maria Jesús Álvarez González (FSA-PSOE) como Presidente de la Junta General, tras alcanzar la mayoría absoluta al recibir los apoyos del PSOE y de IU.
| Presidente                   | Presidente | Presidente | Presidente |
| Candidato                    | Candidato  | Candidato  | Votos      |
| ---------------------------- | ---------- | ---------- | ---------- |
| Maria Jesús Álvarez González |            | FSA        | 26         |
| En blanco                    | En blanco  | En blanco  | 20         |
| Total                        | Total      | Total      | 45         |

## Elección del Presidente del Consejo de Gobierno

### Proceso de elección
La elección del presidente está regulada por la ley autonómica 6/1984, que sigue el llamado «modelo de pura elección». Se produce tras la constitución de la Junta General del Principado o con el cese del anterior presidente. Serán candidatos a Presidente todos aquellos diputados que hayan sido propuestos por un mínimo de cinco de ellos. En consecuencia, puede haber más de un candidato.
Todos los candidatos expondrán su programa de gobierno en la misma sesión y, tras ella, se celebrará la primera votación, conjunta para todos ellos. Si algún candidato obtuviera mayoría absoluta en esta votación, resultaría elegido. En caso contrario, se realizaría una nueva votación, transcurridas 48 horas, con únicamente los dos candidatos más votados. En este caso, resultaría elegido el candidato con mayor número de votos (mayoría simple). En caso de empate, se repetiría la votación cada 48 horas como mínimo. En todos los casos, los diputados votan públicamente y por llamamiento, contestando con el nombre de un candidato o con la expresión «me abstengo». Si pasados dos meses desde la constitución de la Junta General, no ha sido elegido ningún candidato, ésta quedará disuelta procediéndose a convocar nuevas elecciones.

### Sesión de investidura
Tras una serie de fallidas negociaciones con Izquierda Unida, Vicente Álvarez Areces se presentó a la sesión de investidura contando únicamente con el apoyo de sus 21 diputados, insuficientes para alcanzar la presidencia en primera ronda, al necesitarse de al menos el apoyo de 23. En cambio, en la segunda sesión, al requerirse únicamente mayoría simple, fue elegido presidente de Asturias por tercera vez consecutiva.

#### Primera ronda
| Fecha                                                  | Voto                          |    |    |   | Total |
| ------------------------------------------------------ | ----------------------------- | -- | -- | - | ----- |
| 6 de julio de 2007 Mayoría requerida: Absoluta (23/45) | Vicente Álvarez Areces (PSOE) | 21 |    |   | 21/45 |
| 6 de julio de 2007 Mayoría requerida: Absoluta (23/45) | Abstención                    |    | 19 | 4 | 23/45 |
| 6 de julio de 2007 Mayoría requerida: Absoluta (23/45) | Ausente                       |    | 1  |   | 1/45  |

#### Segunda ronda
| Fecha                                        | Voto                          |    |    |   | Total |
| -------------------------------------------- | ----------------------------- | -- | -- | - | ----- |
| 9 de julio de 2007 Mayoría requerida: Simple | Vicente Álvarez Areces (PSOE) | 21 |    |   | 21/45 |
| 9 de julio de 2007 Mayoría requerida: Simple | Abstención                    |    | 20 | 4 | 24/45 |

## Acontecimientos destacados

### Gobierno de coalición
Izquierda Unida y el PSOE habían gobernado la comunidad en coalición durante la pasada legislatura. Sin embargo, las discrepancias entre las formaciones de cara a la sesión de investidura impidieron la reedición del pacto de gobierno.

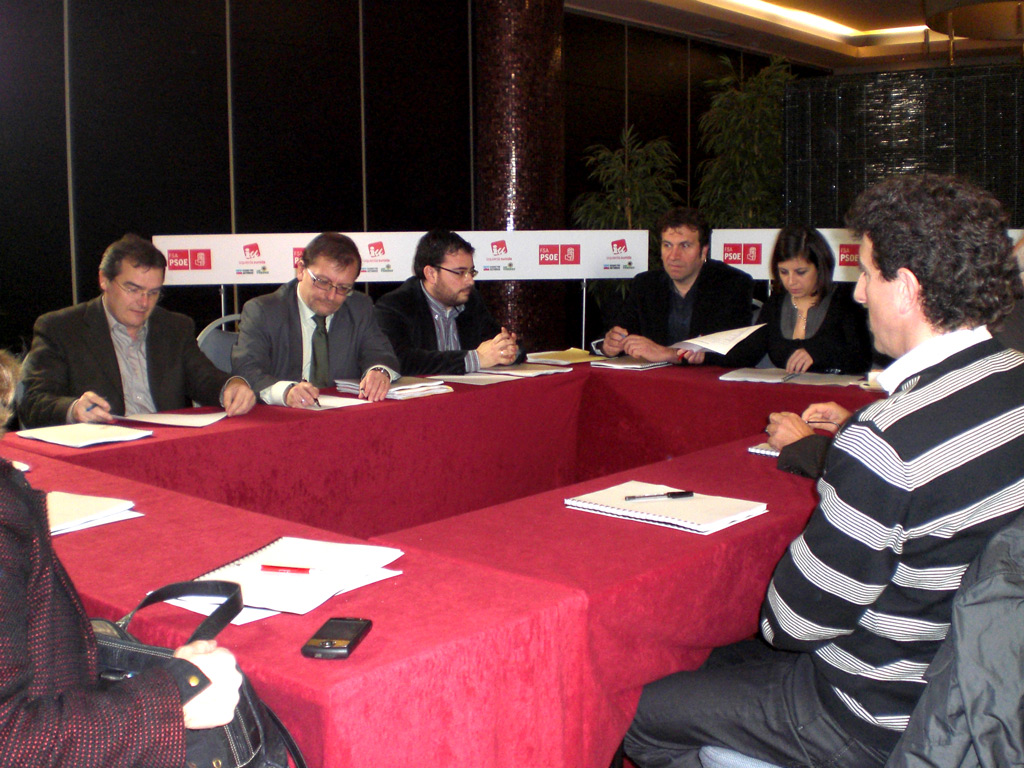
Comisión de seguimiento del pacto en marzo de 2010.

La falta de acuerdo entre estos partidos se hizo patente en la votación de los presupuestos para 2008, en los que IU-LV-BA votó en contra junto al Partido Popular. Izquierda Unida pedía entrar de nuevo en el ejecutivo para apoyar los presupuestos, a lo que Areces se negaba.
Los presupuestos tuvieron que ser finalmente prorrogados, pero para evitar tener que hacerlo de nuevo en 2009, PSOE e IU llegaron finalmente a un acuerdo para conformar un gobierno de coalición.
Según ambas formaciones, se llegó al acuerdo tras entender que la situación de crisis económica que vivía la región no podía permitirse un gobierno inestable. El acuerdo otorgaba a IU-LV-BA dos consejerías, que ocuparían miembros de Izquierda Unida, mientras que a Bloque por Asturies y a Los Verdes d'Asturies se les reservaron varias direcciones generales.

### Ruptura Izquierda Unida y Bloque por Asturies
En diciembre de 2009, Francisco Javier García Valledor, quien fuera una de las caras más visibles de Izquierda Unida en el gobierno durante la pasada legislatura, dimtió como diputado en el parlamento asturiano tras mantener discrepancias con el rumbo del partido, aunque lo consideró una "decisión personal".
Su puesto fue sustituido por Roberto Colunga, secretario general del Bloque por Asturies, quien se convirtió en el primer diputado de esa formación en el parlamento. El Bloque ya contaba con varios de sus miembros en el gobierno, sin embargo hasta ahora no había contado con representación el la Junta General. Sin embargo, a mediados de 2010, la relación entre el Bloque e Izquierda Unida se habían deteriorado, principalmente debido a discrepancias en la política económica del gobierno. Las diferencias se hicieron patentes en julio de ese año, con la salida de los miembros de Bloque por Asturies del gobierno y la posterior renuncia de Roberto Colunga a formar parte del grupo de Izquierda Unida en la Junta, pasando este al grupo Mixto. Ambas formaciones dieron por rota la relación unos días después.

### Escisión en el PP y fundación de Foro Asturias
A pesar de haber abandandonado la política activa años antes, Francisco Álvarez-Cascos, exsecretario general del Partido Popular, declaró en una entrevista que estaba dispuesto a volver a la política y abrió la puerta a liderar al PP en Asturias de cara a las elecciones de 2011.
Su propuesta obtuvo el apoyo de varios líderes regionales del PP y de otros altos cargos del partido tanto a nivel regional cómo nacional. Sin embargo, su propuesta fue rechazada y el Partido Popular escogió a Isabel Pérez-Espinosa como candidata en Asturias, lo que provocó que Álvarez-Cascos abandonara el Partido Popular.
Los partidarios de Cascos formaron un partido para apoyar al exsecretario, denominado Foro Asturias, al que se unieron varios diputados del Partido Popular en la Junta General del Principado. Además varios diputados y alcaldes se dieron de baja del PP.
Finalmente Francisco Álvarez-Cascos se afilió a Foro en Luarca, siendo unos días después elegido como candidato del partido a la presidencia de Asturias.
Los diputados populares Emilio Rodríguez Menéndez, Pelayo Roces Arbesú, Luis Servando Peláez Rodríguez, Marcial González López y Cristina Coto de la Mata dejaron su acta de diputado a lo largo de los meses de enero y febrero de 2011 para acabar afiliándose a Foro Asturias.

## Senadores designados
El Senado de España está conformado por un total de 265 senadores, de los cuales tan sólo 208 son elegidos por sufragio directo en las elecciones generales. Los 57 restantes son designados por los parlamentos autonómicos. Asturias cuenta con 4 senadores de elección directa y 2 de designación autonómica, que son nombrados por la Junta General del Principado de Asturias para servir el período de duración de la legislatura autonómica.
Por norma general, los senadores designados se corresponden a una distribución proporcional teniendo en cuenta el número de escaños de cada grupo parlamentario, sin embargo, los pactos entre partidos pueden implicar que los senadores correspondan a grupos parlamentarios más minoritarios.
La Mesa de la Junta General es la que asigna a cada grupo el número de senadores que le corresponde aplicando el método D'Hôndt al número de escaños. Sin embargo, los grupos pueden proponer a cualquier candidato, sin que necesariamente este forme parte del mismo. Finalmente, los candidatos son sometidos a votación en el Pleno de la Junta General, aunque realmente se trata de un mero trámite, ya que no se puede votar en contra de ninguno de los candidatos, tan sólo a favor o en blanco.
A continuación se muestran los senadores designados para el periodo 2007-2011.
| Nombre | Nombre                     | GP Junta General | GP Junta General | GP Senado | GP Senado  | Votos a favor |
| ------ | -------------------------- | ---------------- | ---------------- | --------- | ---------- | ------------- |
|        | Javier Fernández Fernández |                  | Socialista       |           | Socialista | 20/45         |
|        | Ovidio Sánchez Díaz        |                  | Popular          |           | Popular    | 20/45         |

## Diputados
| Diputados de la VIII Legislatura de la Junta General del Principado de Asturias | Diputados de la VIII Legislatura de la Junta General del Principado de Asturias | Diputados de la VIII Legislatura de la Junta General del Principado de Asturias | Diputados de la VIII Legislatura de la Junta General del Principado de Asturias | Diputados de la VIII Legislatura de la Junta General del Principado de Asturias | Diputados de la VIII Legislatura de la Junta General del Principado de Asturias | Diputados de la VIII Legislatura de la Junta General del Principado de Asturias | Diputados de la VIII Legislatura de la Junta General del Principado de Asturias | Diputados de la VIII Legislatura de la Junta General del Principado de Asturias | Diputados de la VIII Legislatura de la Junta General del Principado de Asturias | Diputados de la VIII Legislatura de la Junta General del Principado de Asturias                                 |
| Nombre                                                                          | Circunscripción                                                                 | N.º                                                                             | Partido                                                                         | Partido                                                                         | Alianza                                                                         | Alianza                                                                         | Grupo Parlamentario                                                             | Asumió                                                                          | Abandonó                                                                        | Notas |
| ------------------------------------------------------------------------------- | ------------------------------------------------------------------------------- | ------------------------------------------------------------------------------- | ------------------------------------------------------------------------------- | ------------------------------------------------------------------------------- | ------------------------------------------------------------------------------- | ------------------------------------------------------------------------------- | ------------------------------------------------------------------------------- | ------------------------------------------------------------------------------- | ------------------------------------------------------------------------------- | --- |
| Maria Pilar Alonso Alonso                                                       | Central                                                                         | 10                                                                              |                                                                                 | FSA                                                                             |                                                                                 | PSOE                                                                            | Socialista                                                                      | 21 de junio de 2007                                                             | 15 de junio de 2011                                                             | |
| María Elma Alonso Sánchez                                                       | Central                                                                         | S                                                                               |                                                                                 | PPA                                                                             |                                                                                 | PP                                                                              | Popular                                                                         | 21 de junio de 2007                                                             | 15 de junio de 2011                                                             | |
| Faustino Álvarez Álvarez                                                        | Central                                                                         | 15                                                                              |                                                                                 | FSA                                                                             |                                                                                 | PSOE                                                                            | Socialista                                                                      | 21 de junio de 2007                                                             | 15 de junio de 2011                                                             | |
| Vicente Alberto Álvarez Areces                                                  | Central                                                                         | 1                                                                               |                                                                                 | FSA                                                                             |                                                                                 | PSOE                                                                            | Socialista                                                                      | 21 de junio de 2007                                                             | 15 de junio de 2011                                                             | Presidente del Principado de Asturias                                                                           |
| Álvaro César Álvarez García                                                     | Central                                                                         | 9                                                                               |                                                                                 | FSA                                                                             |                                                                                 | PSOE                                                                            | Socialista                                                                      | 21 de junio de 2007                                                             | 15 de junio de 2011                                                             | |
| María Jesús Álvarez González                                                    | Occidental                                                                      | 2                                                                               |                                                                                 | FSA                                                                             |                                                                                 | PSOE                                                                            | Socialista                                                                      | 21 de junio de 2007                                                             | 15 de junio de 2011                                                             | |
| Mercedes Álvarez González                                                       | Central                                                                         | 7                                                                               |                                                                                 | FSA                                                                             |                                                                                 | PSOE                                                                            | Socialista                                                                      | 21 de junio de 2007                                                             | 15 de junio de 2011                                                             | |
| Rebeca Heli Álvarez Martínez                                                    | Occidental                                                                      | 4                                                                               |                                                                                 | PPA                                                                             |                                                                                 | PP                                                                              | Popular                                                                         | 10 de marzo de 2011                                                             | 15 de junio de 2011                                                             | Sustituye a Marcial González López.                                                                             |
| Álvaro Álvarez Pedrezuela                                                       | Central                                                                         | 19                                                                              |                                                                                 | PPA                                                                             |                                                                                 | PP                                                                              | Popular                                                                         | 10 de marzo de 2011                                                             | 15 de junio de 2011                                                             | Sustituye a Luis Servando Peláez Rodríguez.                                                                     |
| Pablo Álvarez Pichel                                                            | Central                                                                         | 17                                                                              |                                                                                 | PPA                                                                             |                                                                                 | PP                                                                              | Popular                                                                         | 17 de febrero de 2011                                                           | 15 de junio de 2011                                                             | Sustituye a Emilio Rodríguez Menéndez.                                                                          |
| Reinerio Álvarez Saavedra                                                       | Central                                                                         | 3                                                                               |                                                                                 | PPA                                                                             |                                                                                 | PP                                                                              | Popular                                                                         | 21 de junio de 2007                                                             | 15 de junio de 2011                                                             | |
| Joaquín Aréstegui Artime                                                        | Central                                                                         | 4                                                                               |                                                                                 | PPA                                                                             |                                                                                 | PP                                                                              | Popular                                                                         | 21 de junio de 2007                                                             | 15 de junio de 2011                                                             | |
| Juan Ángel Bustillo Gutiérrez                                                   | Oriental                                                                        | 2                                                                               |                                                                                 | PPA                                                                             |                                                                                 | PP                                                                              | Popular                                                                         | 21 de junio de 2007                                                             | 15 de junio de 2011                                                             | |
| Diana Camafeita Fernández                                                       | Central                                                                         | 5                                                                               |                                                                                 | IU-IX                                                                           |                                                                                 | IU-BA-LV                                                                        | IU-BA-LV                                                                        | 21 de junio de 2007                                                             | 15 de junio de 2011                                                             | |
| Luis Ángel Colunga Fernández                                                    | Central                                                                         | 13                                                                              |                                                                                 | FSA                                                                             |                                                                                 | PSOE                                                                            | Socialista                                                                      | 21 de junio de 2007                                                             | 15 de junio de 2011                                                             | |
| Roberto Colunga Fernández                                                       | Central                                                                         | 7                                                                               |                                                                                 | BA                                                                              |                                                                                 | IU-BA-LV                                                                        | IU-BA-LV                                                                        | 4 de febrero de 2010                                                            | 15 de junio de 2011                                                             | Sustituye a Francisco Javier García Valledor. Se incorpora al Grupo Parlamentario Mixto el 1 de agosto de 2010. |
| Greta Cortina Zapico                                                            | Central                                                                         | 12                                                                              |                                                                                 | FSA                                                                             |                                                                                 | PSOE                                                                            | Socialista                                                                      | 21 de junio de 2007                                                             | 15 de junio de 2011                                                             | |
| María Clara del Pilar Costales Suárez                                           | Central                                                                         | 14                                                                              |                                                                                 | FSA                                                                             |                                                                                 | PSOE                                                                            | Socialista                                                                      | 21 de junio de 2007                                                             | 15 de junio de 2011                                                             | |
| Cristina Coto de la Mata                                                        | Central                                                                         | 5                                                                               |                                                                                 | PPA                                                                             |                                                                                 | PP                                                                              | Popular                                                                         | 21 de junio de 2007                                                             | 03 de febrero de 2011                                                           | Sustituida por María Isabel Pérez García                                                                        |
| José Agustín Cuervas-Mons García Braga                                          | Central                                                                         | 11                                                                              |                                                                                 | PPA                                                                             |                                                                                 | PP                                                                              | Popular                                                                         | 21 de junio de 2007                                                             | 15 de junio de 2011                                                             | |
| Alejandra Inés Cuétara Palacio                                                  | Central                                                                         | 7                                                                               |                                                                                 | PPA                                                                             |                                                                                 | PP                                                                              | Popular                                                                         | 21 de junio de 2007                                                             | 15 de junio de 2011                                                             | |
| María Elena Díaz Palacios                                                       | Central                                                                         | 4                                                                               |                                                                                 | FSA                                                                             |                                                                                 | PSOE                                                                            | Socialista                                                                      | 21 de junio de 2007                                                             | 15 de junio de 2011                                                             | |
| Balbino Dosantos Alonso                                                         | Central                                                                         | 6                                                                               |                                                                                 | FSA                                                                             |                                                                                 | PSOE                                                                            | Socialista                                                                      | 21 de junio de 2007                                                             | 15 de junio de 2011                                                             | |
| Benigno Enriquez Pérez                                                          | Central                                                                         | 8                                                                               |                                                                                 | FSA                                                                             |                                                                                 | PSOE                                                                            | Socialista                                                                      | 21 de junio de 2007                                                             | 15 de junio de 2011                                                             | |
| José Manuel Felgueres Abad                                                      | Oriental                                                                        | 3                                                                               |                                                                                 | PPA                                                                             |                                                                                 | PP                                                                              | Popular                                                                         | 10 de febrero de 2011                                                           | 15 de junio de 2011                                                             | Sustituyó a Pelayo Roces Arbesú.                                                                                |
| Constantino Fernández Álvarez                                                   | Central                                                                         | 11                                                                              |                                                                                 | FSA                                                                             |                                                                                 | PSOE                                                                            | Socialista                                                                      | 21 de junio de 2007                                                             | 15 de junio de 2011                                                             | |
| Javier Fernández Fernández                                                      | Central                                                                         | 2                                                                               |                                                                                 | FSA                                                                             |                                                                                 | PSOE                                                                            | Socialista                                                                      | 21 de junio de 2007                                                             | 15 de junio de 2011                                                             | |
| Carlos Galcerán Quirós                                                          | Central                                                                         | 12                                                                              |                                                                                 | PPA                                                                             |                                                                                 | PP                                                                              | Popular                                                                         | 21 de junio de 2007                                                             | 15 de junio de 2011                                                             | |
| José Ramón García Cañal                                                         | Central                                                                         | 9                                                                               |                                                                                 | PPA                                                                             |                                                                                 | PP                                                                              | Popular                                                                         | 21 de junio de 2007                                                             | 15 de junio de 2011                                                             | |
| Servanda García Fernández                                                       | Occidental                                                                      | 3                                                                               |                                                                                 | FSA                                                                             |                                                                                 | PSOE                                                                            | Socialista                                                                      | 21 de junio de 2007                                                             | 15 de junio de 2011                                                             | |
| Francisco Javier García Valledor                                                | Central                                                                         | 2                                                                               |                                                                                 | IU-IX                                                                           |                                                                                 | IU-BA-LV                                                                        | IU-BA-LV                                                                        | 21 de junio de 2007                                                             | 22 de diciembre de 2009                                                         | Sustituido por Roberto Colunga Fernández.                                                                       |
| Fernando Goñi Merino                                                            | Central                                                                         | 8                                                                               |                                                                                 | PPA                                                                             |                                                                                 | PP                                                                              | Popular                                                                         | 21 de junio de 2007                                                             | 15 de junio de 2011                                                             | |
| Inmaculada Concepción González Gómez                                            | Central                                                                         | 6                                                                               |                                                                                 | PPA                                                                             |                                                                                 | PP                                                                              | Popular                                                                         | 21 de junio de 2007                                                             | 15 de junio de 2011                                                             | |
| Marcial González López                                                          | Occidental                                                                      | 3                                                                               |                                                                                 | PPA                                                                             |                                                                                 | PP                                                                              | Popular                                                                         | 21 de junio de 2007                                                             | 8 de febrero de 2011                                                            | Sustituido por Rebeca Heli Álvarez Martínez.                                                                    |
| Juan Benjamín Gutierrez Varela                                                  | Central                                                                         | 5                                                                               |                                                                                 | FSA                                                                             |                                                                                 | PSOE                                                                            | Socialista                                                                      | 21 de junio de 2007                                                             | 15 de junio de 2011                                                             | |
| Jesús Enrique Iglesias Fernández                                                | Central                                                                         | 1                                                                               |                                                                                 | IU-IX                                                                           |                                                                                 | IU-BA-LV                                                                        | IU-BA-LV                                                                        | 21 de junio de 2007                                                             | 15 de junio de 2011                                                             | |
| Adriana Lastra Fernández                                                        | Oriental                                                                        | 3                                                                               |                                                                                 | FSA                                                                             |                                                                                 | PSOE                                                                            | Socialista                                                                      | 21 de junio de 2007                                                             | 15 de junio de 2011                                                             | |
| Fernando Lastra Valdés                                                          | Occidental                                                                      | 1                                                                               |                                                                                 | FSA                                                                             |                                                                                 | PSOE                                                                            | Socialista                                                                      | 21 de junio de 2007                                                             | 15 de junio de 2011                                                             | |
| Alfonso Román Lopez González                                                    | Occidental                                                                      | 1                                                                               |                                                                                 | PPA                                                                             |                                                                                 | PP                                                                              | Popular                                                                         | 21 de junio de 2007                                                             | 15 de junio de 2011                                                             | |
| Manuel Aurelio Martín González                                                  | Central                                                                         | 4                                                                               |                                                                                 | IU-IX                                                                           |                                                                                 | IU-BA-LV                                                                        | IU-BA-LV                                                                        | 21 de junio de 2007                                                             | 15 de junio de 2011                                                             | |
| Noemí Martín González                                                           | Central                                                                         | 3                                                                               |                                                                                 | IU-IX                                                                           |                                                                                 | IU-BA-LV                                                                        | IU-BA-LV                                                                        | 21 de junio de 2007                                                             | 26 de noviembre de 2008                                                         | Sustituida por Emilia Vázquez.                                                                                  |
| Emilio Menéndez Rodríguez                                                       | Central                                                                         | 13                                                                              |                                                                                 | PPA                                                                             |                                                                                 | PP                                                                              | Popular                                                                         | 21 de junio de 2007                                                             | 31 de enero de 2011                                                             | Sustituido por Pablo Álvarez Pichel.                                                                            |
| Ana Rosa Migoya Diego                                                           | Oriental                                                                        | 1                                                                               |                                                                                 | FSA                                                                             |                                                                                 | PSOE                                                                            | Socialista                                                                      | 21 de junio de 2007                                                             | 15 de junio de 2011                                                             | |
| Belarmina Montes Moro                                                           | Central                                                                         | 15                                                                              |                                                                                 | PPA                                                                             |                                                                                 | PP                                                                              | Popular                                                                         | 21 de junio de 2007                                                             | 15 de junio de 2011                                                             | |
| Luis Servando Peláez Rodríguez                                                  | Central                                                                         | 10                                                                              |                                                                                 | PPA                                                                             |                                                                                 | PP                                                                              | Popular                                                                         | 21 de junio de 2007                                                             | 17 de febrero de 2011                                                           | Sustituido por Álvaro Álvarez.                                                                                  |
| Emilio Pérez Cueva                                                              | Occidental                                                                      | 2                                                                               |                                                                                 | PPA                                                                             |                                                                                 | PP                                                                              | Popular                                                                         | 21 de junio de 2007                                                             | 15 de junio de 2011                                                             | |
| María Isabel Pérez García                                                       | Central                                                                         | 18                                                                              |                                                                                 | PPA                                                                             |                                                                                 | PP                                                                              | Popular                                                                         | 24 de febrero de 2011                                                           | 15 de junio de 2011                                                             | Sustituye a Cristina Coto.                                                                                      |
| María José Ramos Rubiera                                                        | Central                                                                         | 3                                                                               |                                                                                 | FSA                                                                             |                                                                                 | PSOE                                                                            | Socialista                                                                      | 21 de junio de 2007                                                             | 15 de junio de 2011                                                             | |
| Alfonso Rey López                                                               | Oriental                                                                        | 2                                                                               |                                                                                 | FSA                                                                             |                                                                                 | PSOE                                                                            | Socialista                                                                      | 21 de junio de 2007                                                             | 15 de junio de 2011                                                             | |
| Pelayo Roces Arbesú                                                             | Oriental                                                                        | 1                                                                               |                                                                                 | PPA                                                                             |                                                                                 | PP                                                                              | Popular                                                                         | 21 de junio de 2007                                                             | 3 de enero de 2011                                                              | Sustituido por José Manuel Felgueres.                                                                           |
| Ovidio Sánchez Díaz                                                             | Central                                                                         | 1                                                                               |                                                                                 | PPA                                                                             |                                                                                 | PP                                                                              | Popular                                                                         | 21 de junio de 2007                                                             | 15 de junio de 2011                                                             | |
| Emilia Vázquez Menéndez                                                         | Central                                                                         | 6                                                                               |                                                                                 | IU-IX                                                                           |                                                                                 | IU-BA-LV                                                                        | IU-BA-LV                                                                        | 11 de diciembre de 2008                                                         | 15 de junio de 2011                                                             | |